# Dolce Emma, cara Bobe
Dolce Emma, cara Bobe è un film del 1992 diretto da István Szabó.

## Trama
Budapest. Sullo sfondo degli avvenimenti del 1989 (caduta della cortina di ferro e scioglimento del Patto di Varsavia), Emma e Böbe, giovani insegnanti di russo, rischiano di perdere il lavoro. Dopo la fine del comunismo infatti, lo studio della lingua russa non è più materia d'insegnamento nelle scuole ungheresi. Gli studenti ormai bruciano i libri di russo nel cortile della scuola: in politica, ma anche nella cultura, nel costume e nella vita di tutti i giorni, prevalgono i modelli occidentali e le due donne sono costrette a imparare l'inglese per mantenere il posto di lavoro. Per arrotondare il magro stipendio, Emma, che ha una relazione con il mediocre preside della scuola, trova lavoro presso una ricca famiglia come governante ma il preside, che ha fatto carriera grazie al regime, non può compromettersi con lei e teme lo scandalo; Böbe si lascia invece coinvolgere in un giro di traffico di valuta e prostituzione e viene arrestata. Una volta uscita dal carcere, torna nell'istituto in cui lavorava, ma trova il suo posto occupato e si uccide lanciandosi dalla finestra.

## Riconoscimenti
- European Film Awards 1992
  - Miglior sceneggiatura
- 1992 - Festival di Berlino
  - Orso d'argento